# خانواده همسر
خانواده همسر (انگلیسی: The Wife's Relations) یک فیلم کمدی صامت آمریکایی است که در سال ۱۹۲۸ به نمایش درآمد. این فیلم گمشده و در دسترس نیست.

## بازیگران
- شرلی میسون
- بن ترپین
- گستون گلس
- آرمان کالیز
- آرتور رانکین
- فلورا فینچ
- لایونل بلمور
- موریس رایان
- جیمز هریسون